# 阿些斯奧體育會
，簡稱阿雅克肖（AC Ajaccio），是位於法國東南方地中海四大島之一的科西嘉島的首府阿雅克肖的足球隊，成立於1910年，主場是12,000座的弗朗索瓦－库蒂体育场（Stade François Coty），現時在法甲比賽。

## 球會歷史
一般相信阿雅克肖成立於1909-10年，採用紅白直間的球衣比賽。阿些斯奧曾經八度稱霸科西嘉島地區聯賽，是三支小島班霸之一，其餘兩支是巴斯蒂亞及GFC阿些斯奧，三隊競爭非常激烈。
1946年的科西嘉島盃決賽由阿些斯奧對巴斯蒂亞，入場的觀眾獲贈雨傘以保護發生暴力事件時免被投擲的雜物所傷。比賽中阿些斯奧獲判一個十二碼引發兩隊球迷衝突，雨傘同時被用作攻擊及自衛的用具，賽事被迫腰斬，而直到相隔很久才進行重賽。
阿些斯奧在1965年轉為職業球隊，初時採用“北極熊”作為會徽，但稍後改為現時更具代表性的標誌。2002年奪得乙組聯賽冠軍，獲得歷史上首次升級甲組，成為繼巴斯蒂亞後第二支闖入法甲的科西嘉島球隊。但限於財力，阿些斯奧只依賴借用球員擴充陣容，升級後一直為保級而努力。

## 球會榮譽
- 法国足球乙级联赛
  - 冠軍: 1967年、2002年；
- 法国足球丙级联赛
  - 冠軍: 1998年；
- 科西嘉島地區聯賽
  - 冠軍: 1920年、1921年、1934年、1939年、1948年、1950年、1955年、1964年、1994年；

## 著名球星
- （Marius Trésor）
- （Sébastien Squillaci）
- （Dado Pršo）
- 多米尼克·巴拉特里（Dominique Baratelli）
- 罗兰德·库比斯（Rolland Courbis）
- 吉列爾莫·奧喬亞（Francisco Guillermo Ochoa Magaña）

## 外部連結
- 官方網站（法文） （页面存档备份，存于）